# Clevertor

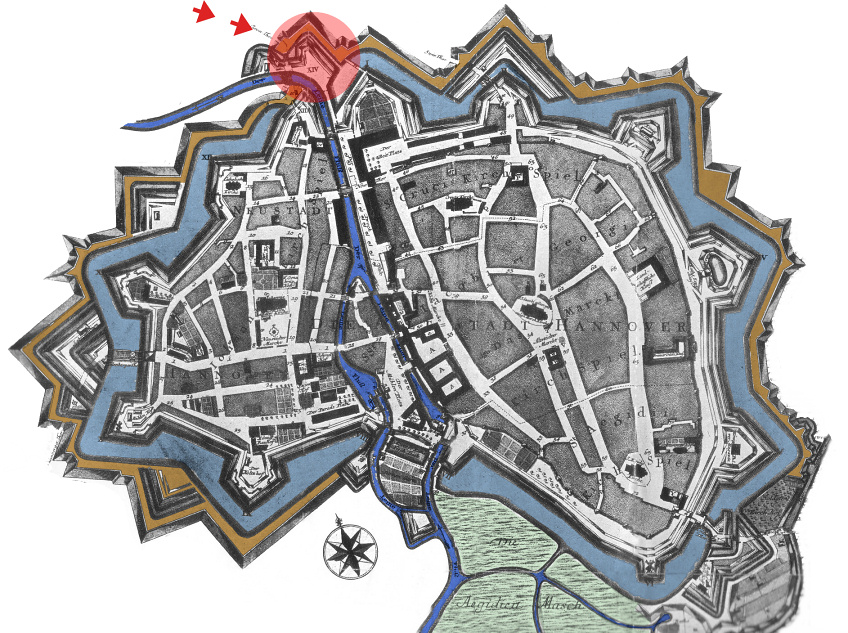
Das Clevertor in der Stadtbefestigung Hannover

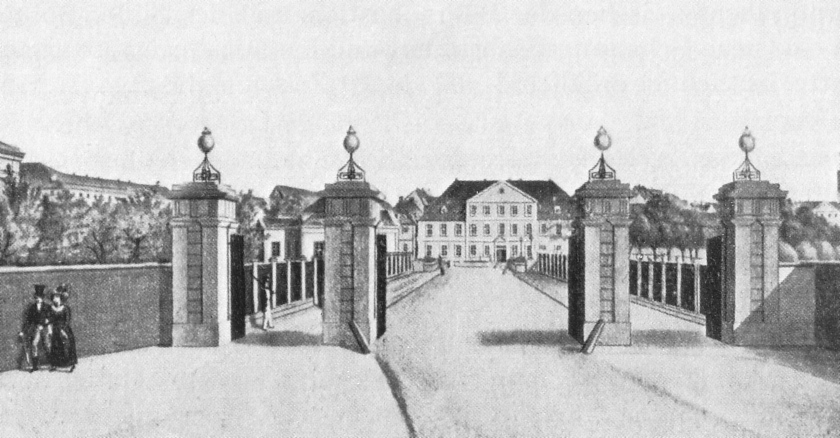
Neues Clevertor um 1840

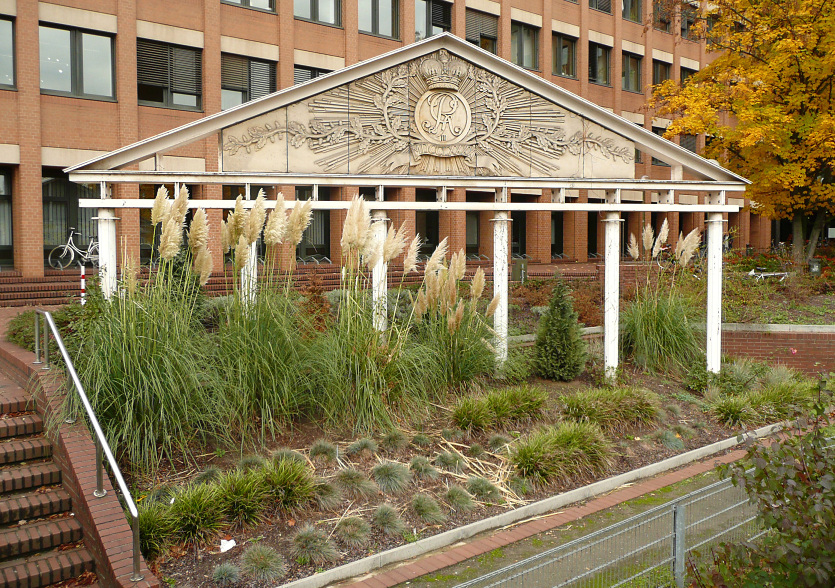
Restaurierte Reste der Wache vor der Agentur für Arbeit an der Brühlstraße

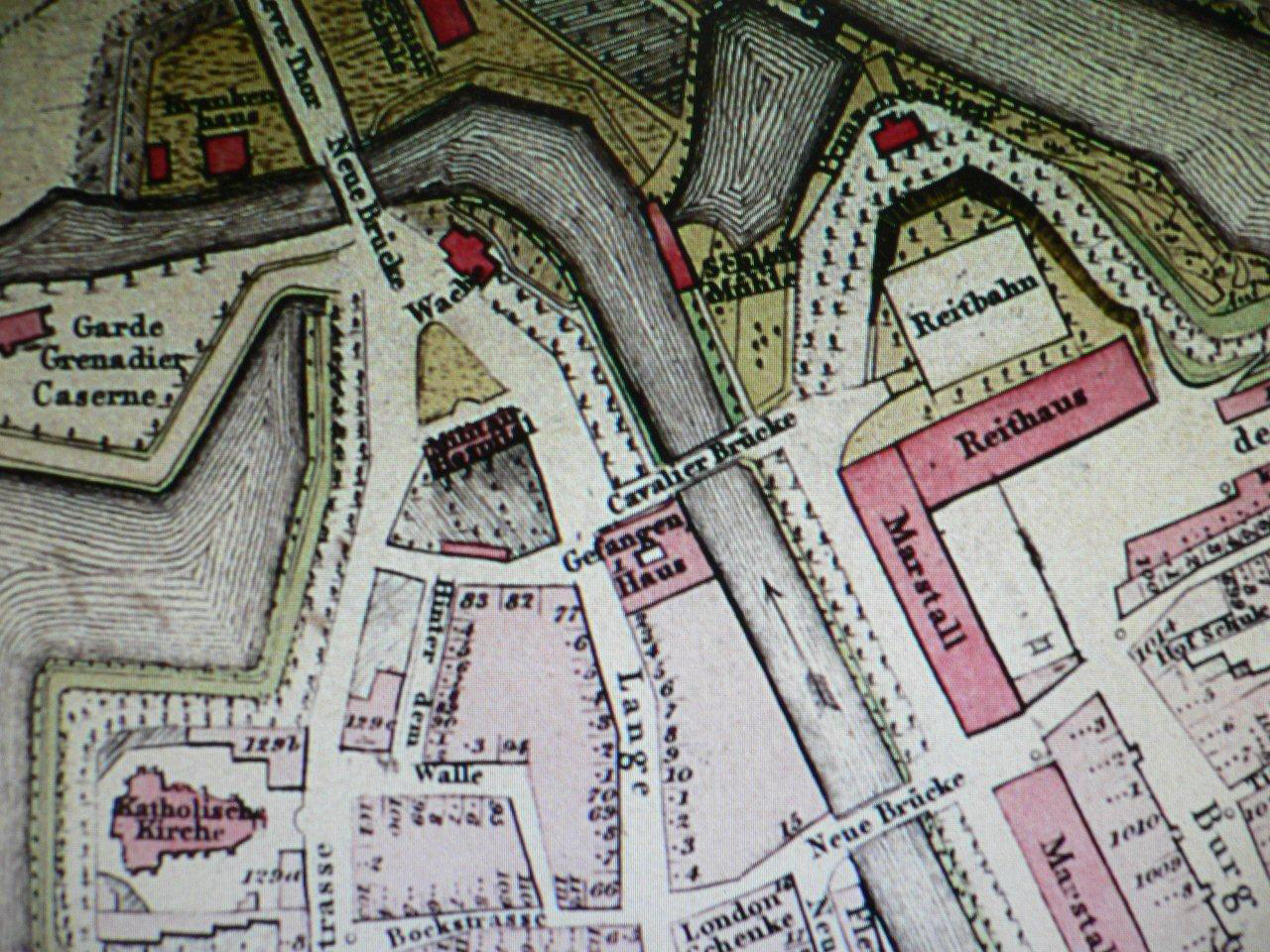
1822: ehemaliger Standort der Wache vor dem Clevertor

Das Clevertor in Hannover war als Stadttor Teil der mittelalterlichen Stadtbefestigung Hannover. Es entstand als nördlicher Ausgang der Calenberger Neustadt, nachdem diese 1650 in den Befestigungsring Hannovers einbezogen worden war. Es trug zunächst den Namen Brühler Tor, da der Weg in Richtung einer Wüstung namens Brühl führte. Später wurde es nach dem Bäcker Heinrich Cleve umbenannt, welcher in der Nähe des Tores wohnte und über hundert Jahre alt wurde.

## Die drei Toranlagen
Die erste Anlage war wahrscheinlich eine gewölbte, in der Mitte abgeknickte Durchfahrt durch den Wall.
1712 wurden im Zuge der Erweiterung des Marstalls der Wall und der Graben zwischen dem Steintor und dem Clevertor nach außen verschoben. Dabei wurde das Clevertor neu angelegt und als Neubau das äußere Torgebäude errichtet. Das Tor wurde 1780 abgebrochen und 1781 auf der anderen Leineseite am heutigen Standort des Arbeitsamtes wieder aufgebaut.
Die dritte Anlage, die im Zuge der Entfestigung der Stadt an der Brühlstraße (vor der Einmündung der Escherstraße) gebaut wurde, bestand aus vier Steinpfosten und Gittertoren dazwischen. 1859 wurde das Clevertor abgerissen.

## Das Wachhaus
1790 wurde vor der Clevertorbrücke rechts ein neues Wachhaus in klassizistischen Formen errichtet, das erst 1885 abgebrochen wurde. 1980 wurde das Giebeldreieck des Wachhauses mit dem Monogramm von König Georg III. überraschend im Hof des Niedersächsischen Landesmuseums wieder ausgegraben. Es wurde nach einem Entwurf von Hartmut Millarg gegenüber dem ursprünglichen Platz vor dem heutigen Arbeitsamt in einem als Metallrahmen stilisierten Tor wieder aufgestellt.

## Anwohner und Betriebe

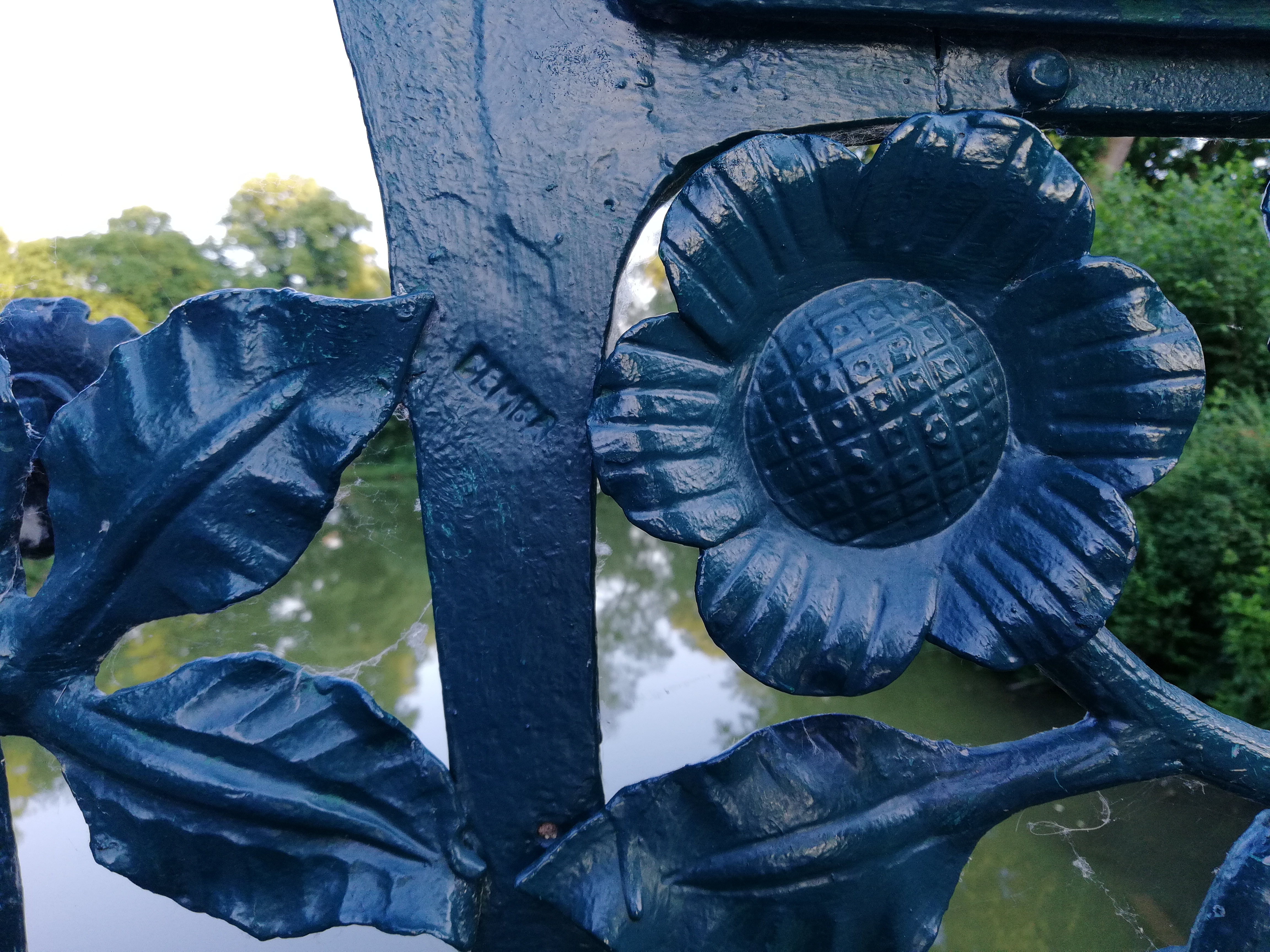
„BEMBA“-Schlagstempel an der Maschpark-Brücke

Die Schlosserei von Rudolf Bemba, laut dem Adreßbuch, Stadt- und Geschäftshandbuch der Königlichen Residenzstadt Hannover und der Stadt Linden von 1907 im Parterre des Gebäudes Clevertor 2g ansässig, schuf die schmiedeeisernen Geländer der Maschpark-Brücke.